# Hermin
Hermin é uma comuna francesa na região administrativa de Altos da França, no departamento de Pas-de-Calais. Estende-se por uma área de 4,19 km². Em 2010 a comuna tinha 214 habitantes (densidade: 51,1 hab./km²).